# Витязь (клуб по американскому футболу)
«Витязь» — клуб по американскому футболу из Подольска. Многократный участник и бронзовый призёр чемпионата России по американскому футболу, бронзовый призёр Открытой Лиги Черноземья.

## История
Клуб создан в 2012 году небольшой группой бывших и действующих профессиональных спортсменов (Пауэрлифтинг, тяжелая атлетика, легкая атлетика).
Изначальное название клуба, полученное в 2012 году — Подольские «Angels», однако уже в 2013 году клуб был переименован в «Витязь».
С 2013 и 2014 году «Витязь» выступал в ВЛАФ (ELAF), в 2014 году стал победителем Volga Bowl.
С 2015 по 2017 год клуб выступал в Лиге Американского Футбола. В первый же сезон 2015 года стал бронзовым призёром, уступив в полуфинале плей-офф Московским Патриотам в Зеленограде. В сезоне 2016 года «Витязь» вышел в плей-офф и завершил своё выступление на стадии четвертьфинала, в котором Нижегородские «Рэйдерс 52» оказались сильнее в овертайме. В 2017 году «Витязь» в плей-офф не вышел.
Сезон 2018 года клуб начал в Открытой лиге черноземья (ОЛЧ), по результатам игр регулярного сезона «Витязь» в стадию плей-офф не вышел. В 2019 году, сыграв регулярный сезон, клуб попал в число участников плей-офф. В первой игре «Витязь» одолел Московских Юнайтед в Зеленограде, но уступил Петрозаводским Оружейникам в сложнейшей полуфинальной игре в городе Петрозаводске. По результатам сезона 2019 клуб стал бронзовым призёром ОЛЧ.

## Тренерский состав
Владимир Визгин — главный тренер (2013—н.в.)
Станислав Рыбников — координатор нападения (2018—н.в.)
Сергей Виноградов — координатор защиты (2018—н.в.)

## Титулы
Кубок Волги по американскому футболу
- Победитель (1): 2014

Чемпионат России по американскому футболу
- Бронзовый призёр (1): 2015

Открытая лига черноземья
- Бронзовый призёр (1): 2019